# Municipio de Tlapacoyan
El municipio de Tlapacoyan se encuentra ubicado en la zona centro del Estado de Veracruz, en la región llamada del Nautla. Es uno de los 212 municipios de la entidad. Está ubicado a una altitud de 415 m s. n. m. Su cabecera es la localidad de Tlapacoyan.
El municipio lo conforman setenta localidades en las cuales habitan 85,915 personas (según datos INEGI 2020). Es un municipio categorizado como urbano.
Tlapacoyan tiene un clima principalmente cálido y con un periodo de lluvias en verano y algunas más en otoño.
El municipio de Tlapacoyan celebra sus tradicionales fiestas en honor al Santo Patrón del pueblo Santiago Apóstol en el mes de julio.

## Gastronomía
Tlapacoyan tiene una amplia variedad de platillos que lo caracteriza sobre otros lugares, en este municipio encontrarás los chilahuates, pintos (especie de tamal con masa y frijol tierno) , omequelites, entre muchos más. 
Es muy conocido en la región por su cultivo de plátano, de limón , naranja y café.

## Etimología
La palabra Tlapacoyan según lo señala Fray Alonso de Molina significa en lengua náhuatl, “lugar donde se lava”; “Tlapaco” es voz impersonal del verbo Tlapa (lavar) y “Yan” expresa el lugar donde se ejecuta la acción del verbo, hay otra interpretación del significado de la palabra Tlapacoyan que respeta el significado en lengua náhuatl pero dándole una interpretación filosófica cosmogonica de los originales que sembraron el nombre a Tlapacoyan, y la interpretación es la siguiente Tlapacoyan, como dije respetando el significado en lengua náhuatl significa lugar donde se lava, cosmogónicamente lugar donde se purifica el hombre utilizando el verbo lavar en el sentido de purificación o sea lugar donde se purifica el espíritu del hombre, esta definición fue sacada de la interpretación del glifo que nos remite a 1472, fecha en que el pueblo Mexica domina al pueblo Totonaca asentado en esta región del totonacapan "Tlapacoyan" en el glifo aparece una mano IZQUIERDA que simboliza al dios que mando al pueblo mexica a dominar a los totonacas y el dios es huitzilopoztli también denominado el colibrí IZQUIERDO esto justifica la mano izquierda que aparece en el glifo de Tlapacoyan como símbolo de dominio,  el lienzo blanco y negro que simboliza las grecas escalonadas que aparecen en el teocalli de Vega de la Peña y que simbolizan el lienzo blanco y negro que significa la greca que en sus dos presentaciones blanco y negro refiere al sacerdocio mayor o cuerpo material del hombre y la greca negra refiere al sacerdocio menor o cuerpo espiritual del hombre estas dos fuerzas unidas por un círculo representan la perfección conjugando el cuerpo material, el espirutú y la perfección dado que al unir estas dos fuerzas por medio del círculo que significa el principio y el fin lo que no tiene fin la perfección la dualidad, la vida y la muerte y la oportunidad de la resurrección significando la noche como la muerte espiritual del hombre y la oportunidad que ometeotl le da sepultar sus malos actos que realizó en el día que es la vida y por la noche al morir espiritualmente o de Tlapacoyan, es de origen Totonaca, en su área existió una gran ciudad hoy conocida como Vega de la Peña, de la que aún se construyó un imponente centro ceremonial Totonaco conocido como “Cuajilote”.
La dominación Mexica en lo que hoy conocemos como Tlapacoyan, fue relativamente corta de 1472 a 1519. El pueblo continuó hablando Totonaco y solamente la nobleza aprendió el náhuatl por necesidad económica-política y aspiración cultural, el legado que dejó el dominio mexica fue la siembra de los nombres de todos los pueblos de la región del totonacapan que por supuesto están en náhuatl y no en totonaco o mexicano como se supone que deberían de ser las toponimias de los pueblos del totonacapan, y citaré algunos nombres como Zozocolco que significa en los cántaros de barro., el propio Tlapacoyan cuyo significado es lugar donde se lava el espíritu del hombre lugar de purificación tomando el verbo tlapac lavar como la acción de purificar y el sentido espiritual no lo da el lienzo blanco y negro que significa la greca que en sus dos presentaciones blanco y negro refiere al sacerdocio mayor o cuerpo material del hombre y la greca negra refiere al sacerdocio menor o cuerpo espiritual del hombre estas dos fuerzas unidas por un círculo representan la perfección conjugando el cuerpo material, el espirutú y la perfección dado que al unir estas dos fuerzas por medio del círculo que significa el principio y el fin lo que no tiene fin la perfección la dualidad, la vida y la muerte y la oportunidad de la resurrección significando la noche como la muerte espiritual del hombre y la oportunidad que ometeotl le da sepultar sus malos actos que realizó en el día que es la vida y por la noche al morir espiritualmente tiene la oportunidad de limpiarse y renacer puro al amanecer como si el hombre se reciclara diariamente y renaciera día a día todo esto interpretando el sentido cosmogónico Mexica-Totonaca.
Los orígenes de Tlapacoyan se dieron en el lugar llamado Santa María Yohualtlacualoyan (1554-1610), sitio ubicado en el lugar denominado los mangos que fue un área sagrada donde se construyeron algunos teocallis (se traduce del nahuatl Teo Dios, calli casa, la casa de Dios)  
En los alrededores de Santa María Yohualtlacualoyan se encontraba Tlapacoyan, donde las mujeres nativas lavaban su ropa, fue ahí donde se establecieron las primeras familias españolas, fundando un trapiche en 1608 y posteriormente en 1872 un ingenio donde industrializan la caña de azúcar de dicho ingenio en la actualidad solo queda una construcción abandonada y deteriorada por el tiempo pero que su grandeza le obliga a seguir de pie en espera de ser rescatada y mostrarla al mundo, como un monumento que por sí solo habla de la riqueza cultural de Tlapacoyan.
Esta actividad generó un importante auge en Tlapacoyan así se llamaba el lugar que poseyó Santos Balvin lo que actualmente es La Palmilla, este trapiche congregó a pueblos vecinos como los pueblos de Zacayucan y Chilacan Altepepan que al establecerse crearon los dos barrios que antes fueron pueblos vecinos que dieron origen a la ciudad y que aún existen. Los cuales al evangelizarlos se les antepuso al nombre al santo patrono de cada uno de ellos evangelizados y castellanizados son: El pueblo de Chilacan Altepepan se convierte en el Barrio de San Pedro (mexica) y el pueblo de Zacayucan se convierte en el Barrio de Santiago (totonaca). Los primeros en llegar fueron gente de Santiago Sacayucan y el cacique de Yohualtlacualoyan les dio para vivir en la actual Cruz Verde. Al poco tiempo llegaron los de Chilacan (San Pedro Altepepan) y a ellos los colocó en la Cruz Blanca. Con el tiempo los dos grupos empezaron a tener problemas y el cacique para terminar con las belicosidades se trasladó con su gente al centro del territorio de ambas comunidades. Así creció el pueblo y en 1610 se cambia el nombre de Santa María Yohualtlacualoyan a Tlapacoyan.
Fue fácil para el gobierno de la Corona aceptar que Tlapacoyan fuera el centro de todos los pueblos ribereños del río Bobos, por situarse a la orilla de un camino que unía a la altiplanicie con el puerto de Nautla dado que a este camino se le relaciona con la ruta de Cortés. 
En el año de 1683, el virrey concedió al gobernador, oficiales de la República y naturales del pueblo de Tlapacoyan, reserva para que por el tiempo de un año, no pagaran tributo alguno, para la construcción de su iglesia, lo cual permite pensar que durante este año se independizó de su cabecera, para convertirse en un pueblo, ya que contaba con gobernador y oficiales de República, haciéndose el privilegio de autorizarle el levantamiento de su templo.
Durante el periodo de dominación española la existencia de Tlapacoyan transcurrió sin ningún acontecimiento relevante, las actividades principales de los habitantes fueron la agricultura, ganadería y pequeñas industrias. Tlapacoyan, Jalacingo Atzalan y Teziutlán lograron instalar numerosos mesones, donde los viajeros encontraban alimentos, hospedaje y pastura para sus bestias.
El cultivo de plátano de castilla y la naranja se introdujo hacia finales del siglo XVl, junto con el de la miel, el algodón y la caña; el del tabaco en forma organizada se inició aproximadamente en 1739.
A través del Río Bobos se conducían de Tlapacoyan, Teziutlán y Jalacingo productos como harina, manteca, arroz, maíz, maderas, vainilla, tabaco, carbón y plátano, hasta el puerto de Nautla para transportar mercancías hacia Veracruz.
Tlapacoyan gran objetivo de los Austriacos.- Nadie pensaba que el hombre que empezaba a enseñorearse en la capital a consecuencia del avance de las tropas republicanas, que venían serrando las líneas de aprovisionamiento del Norte al Centro de la República, harían que Maximiliano fijara sus ojos en la costa de Barlovento, para resolver el avituallamiento de su ejército y aliviar las angustias de sus gobernados, Al mismo tiempo las diferencias cada vez más profundas entre el General Bazaine y Maximiliano urgia a este último contar con un camino corto y rápido para salir al mar, las tropas que estaban de retirada controlaban el puerto de Veracruz se pensó abrir un corredor para los puertos de Nautla Tecolutla y Tuxpan que facilitaran en un momento dado una salida de emergencia. por lo que fue comisionado el Conde de Thun el que negoció con el cacique de Zacapoaztla Juan Francisco Lucas, lo que le permitió concentrar en la plaza de Teziutlán un gran número de efectivos para poder asestarle un golpe al poblado de Tlapacoyan puerta de la entrada a Barlovento. La noche del 3 de agosto de 1865 con diferencia de 4 o 5 horas la plaza de Tlapacoyan fue ocupada por los republicanos al mando del Coronel Manuel A. Ferrer quien llegó con 60 hombres del Batallón Ligero Llave  y alguna caballelria y más tarde el Coronel Pérez, con la Guardia Nacional del Pital y de Nautla., los Coroneles Ferrer y Pérez tomaron sus providencias defensivas distribuyendo su tropa y los primeros 50 voluntarios que habían sido convocados por el alcalde Manuel Mendoza Aguilar, hombre joven de a caballo y valiente, quien jugó un papel importante en la defensa del sitio de Tlapacoyan, a la salida de los caminos a Teziutlán, en Texcatl, Itzapa, y El Arenal transcurrieron tranquilamente los días 4 y 5 de agosto el domingo seis los vecinos ya habían recobrado la confianza y acudieron a la misa dominical pero ese mismo día como a las diez de la noche cuando todos estaban en su casa descansando serían como a las 12 de la noche cuando se escucharon disparos en la trinchera de Texcatl el fuego se generalizó hasta el Arenal e Itzapavarias horas duró el ataque pero el enemigo fue rechazado por las fuerzas Republicanas quedando al cuidado de la plaza el coronel Ferrer y Corzo con sólo 200 hombres, con quienes rechazó otros ataques en agosto y en septiembre.
Este fue el inicio de ocho combates para que cayera la plaza de Tlapacoyan 
El 17 de noviembre los austriacos atacaron con más de 2,500 soldados contra los 500 que defendían la plaza. El enemigo fue rechazado, pero Alatorre decidió perseguirlo con grandes consecuencias para sus fuerzas.
El 21 de noviembre la fuerza extranjera reanudó su intento por recuperar Tlapacoyan. La población se sumó a la defensa impulsados por el alcalde Manuel Mendoza, mientras el coronel Ferrer y Corzo defendía la Loma de Texcatl con 120 hombres; el 22 de noviembre 500 invasores pasaron sobre los parapetos y destruyeron toda defensa; ahí murieron heroicamente entre otros el coronel Manuel Alberto Ferrer y Corzo, el comandante Cenobio Rojano, el Capitán Juan Mejía, el Capitán Pascual Arriaga y el teniente Antonio Ortega. El coronel Ferrer y Corzo recibió Honores militares por parte de sus victimarios y póstumamente se le concedió el grado de General.
En el monumento que se levantó para ellos en el campo El Arenal, hoy los Héroes se lee: "Defendieron a su patria como leales, y al sucumbir se hicieron inmortales, víctimas generosas de la suerte, ¿Quién no envidia la gloria de su muerte?".
En honor a esta gesta se le concedió a Tlapacoyan el título de heroica por decreto número 142 de fecha 15 de febrero de 1869. Los límites del municipio fueron señalados como resultado de las posesiones de tierras dadas a los españoles e indígenas en Tlapacoyan y en los pueblos vecinos de Jalacingo, Atzalan y Teziutlán; según documento fechado en la ciudad de Orizaba el 2 de julio de 1881, en el cual le fue concedido a Tlapacoyan el título de Villa.
Don Luís Escobar Toledano encabezó la construcción del Palacio Municipal, en 1870 concluyéndose en 1890 y en 1905 inició la capilla del cementerio. El parque lleva su nombre por considerarse un benefactor de Tlapacoyan a quien se debe gran parte del progreso de esta ciudad. En 1888 se construye el túnel Totoapan, que surte de agua al municipio. A principios del siglo XX se instala la planta hidroeléctrica de Atzintla, propiedad de don Aurelio Núñez.
En 1948 inician las obras del mercado “Eufrosina Camacho de Ávila”, que fue remodelado y ampliado en 1985.
Tlapacoyan es cabecera del municipio de igual denominación y tiene categoría política de ciudad, que le fue concedida por el decreto número 72, firmado por el C. Gobernador constitucional del Estado Lic. Antonio M. Quirasco, y fechado en la ciudad de Xalapa Enríquez el 19 de diciembre de 1956.
|                            | Norte: El estado de puebla y Martínez de la Torre |               |
| Oeste: El Estado de Puebla |                                                   | Este: Atzalan |
|                            | Sur: Atzalan y Jalacingo o Xalacingo              |               |